# Baldassare Mormile

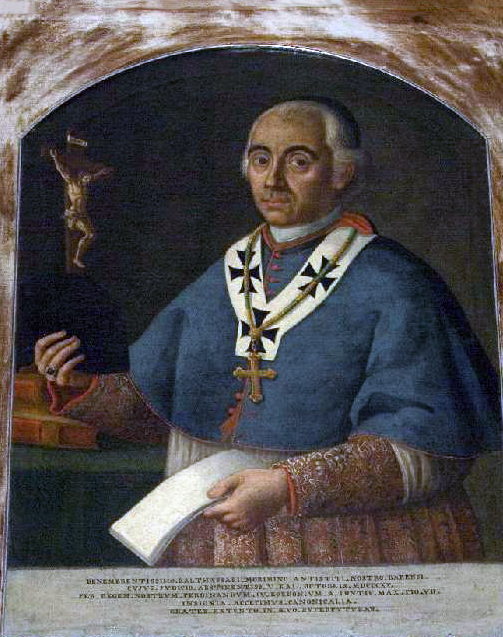
Aartsbisschop Baldassare Mormile

Baldassare Mormile (Napels, 6 januari 1750 – aldaar, 26 juli 1826) was aartsbisschop van Bari en Canosa (1805-1818) en vervolgens aartsbisschop van Capua (1818-1826). Hij was een theatijner kloosterling.

## Levensloop
Hij was een telg uit een Napolitaans patriciërsgeslacht, de familie Mormile. Als tiener trad hij toe tot de orde der theatijnen in Napels, waar hij tot priester gewijd werd. 
In 1805 ontving Mormile de bisschopswijding en de bisschopszetel van Bari en Canosa in het koninkrijk Napels. Zijn twee broers waren eveneens aartsbisschop: Raffaele was aartsbisschop van Palermo en Giuseppe aartsbisschop van Nazareth. Het bisschoppelijk paleis van Bari kon hij niet bewonen aangezien Franse generaals hier verbleven. Mormile trok dan in in een boerderijtje een mijl buiten Bari; dit pachthof was eigendom van het aartsbisdom. Het Napoleontische bestuur van Napels dwong hem alle kloosterordes in zijn aartsbisdom af te schaffen. Door te onderhandelen kon Mormile toch de vrouwelijke kloosterordes behouden.
Na het congres van Wenen (1815) werd de macht van het Huis Bourbon hersteld. Het was het begin van het koninkrijk der Beide Siciliën. In 1818 kreeg Mormile een ander aartsbisdom toegewezen: het aartsbisdom Capua. Dit was tegen zijn zin. In 1826 onderzocht de politie zijn burelen omdat ze van mening waren dat de correspondentie tussen hem en zijn broer in Palermo staatsgevaarlijke informatie bevatte. Mormile reisde naar Napels, de hoofdstad van het koninkrijk der Beide Siciliën, om de zaak uit te klaren. Hij stierf er (1826).